# Granera
Granera è un comune catalano di 67 abitanti situato nella comunità autonoma della Catalogna.